# Roziers-Saint-Georges
Roziers-Saint-Georges település Franciaországban, Haute-Vienne megyében. Lakosainak száma 161 fő (2022. január 1.). Roziers-Saint-Georges Masléon, Linards, Neuvic-Entier, Saint-Bonnet-Briance és Saint-Denis-des-Murs községekkel határos.

## Népesség
A település népessége az elmúlt években az alábbi módon változott:
| Lakosok száma | 183  | 183  | 182  | 180  | 176  | 172  | 168  | 165  | 161  |
|               | 2013 | 2015 | 2016 | 2017 | 2018 | 2019 | 2020 | 2021 | 2022 |